# Ancient Law
Ancient Law (deutsch Das alte Recht) ist das Hauptwerk von Henry Sumner Maine (1822–1888). Es erschien zuerst im Jahr 1861 in London bei John Murray im Oktavformat. Zu Lebzeiten des Autors erlebte das Buch zwölf Ausgaben. Die zwölfte Edition wurde 1888 veröffentlicht, eine neue Ausgabe mit Anmerkungen von Frederick Pollock wurde in octavo im Jahr 1906 veröffentlicht.

## Inhalt
Maine beschreibt die Entwicklung der menschlichen Gemeinschaft zu einer Gesellschaft (from status to contract) ausgehend vom römischen Recht, insbesondere dem Ius gentium, dessen System jedem Menschen die von Verwandtschaftsbeziehungen unabhängige gleiche Rechtssubjektivität verlieh und deshalb „für eine Weltgesellschaft geeignet war“.
Vorlesungen, die von Maine am Inns of Court gehalten wurden, bildeten die Grundlage für Ancient Law. Ihr Gegenstand war, wie im Vorwort angegeben:

„"to indicate some of the earliest ideas of mankind, as they are reflected in ancient law, and to point out the relation of those ideas to modern thought. / um einige der frühesten Ideen der Menschheit, wie sie sich im alten Recht widerspiegeln, aufzuzeigen und auf das Verhältnis dieser Ideen zum modernen Denken hinzuweisen".“

Zu den Kapitelüberschriften von Ancient Law zählen: Ancient codes; Legal fictions; Law of nature and equity, the modern history of the law of nature; Primitive society and ancient law; the early history of testamentary succession; Ancient and modern ideas respecting wills and successions; The early history of property; the early history of contracts; The early history of delect and crime.
Seine Leistung wurde folgendermaßen zusammengefasst:

“Maine's insights into the history of succession, property, contract, and other legal institutions has offered many generations of anthropologists and legal historians solid footing in the historical aspects of kinship, legal formalism, and collective identity.”

Als Fortsetzung gelten Maines Lectures on the Early History of Institutions  über historische Rechtsprechung.
Maines Arbeit wurde in Deutschland vor allem von Ferdinand Tönnies in der Schrift Gemeinschaft und Gesellschaft durch Übersetzung wesentlicher Passagen rezipiert.